# Un appuntamento
Un appuntamento (C'était un rendez vous) è un cortometraggio del 1976 diretto da Claude Lelouch, consistente in un unico piano sequenza di guida ad alta velocità per le strade di Parigi.

## Trama
Alle prime luci dell'alba un uomo, al volante di una potente vettura sportiva, percorre ad andatura sostenuta strade e vicoli di Parigi per giungere in tempo (i circa 9 minuti di durata del corto) all'appuntamento con la sua fidanzata alla Basilica del Sacro Cuore.

## Produzione
Il corto mostra una corsa attraverso Parigi durante le prime ore dell'alba (attorno alle 05:30) di una Domenica mattina di Agosto (quando la maggior parte dei parigini è fuori città per le vacanze estive). Girato in un unico piano sequenza, è un esempio di cinema verità. La durata era limitata dalla scarsa lunghezza della pellicola da 35mm impiegata (300 metri). Il corto è stato filmato con una steadicam montata sul paraurti di una Mercedes 450SEL 6.9 di proprietà del regista. Questo modello, che poteva raggiungere una velocità massima di 235 km/h, era disponibile solo con un cambio automatico a tre marce. Lelouch stesso guidò la sua macchina e affermò che la velocità massima raggiunta fu attorno ai 200 km/h lungo l'Avenue Foch. Nel documentario "making of" il regista ammise anche che il sonoro fu rimontato con la registrazione della sua Ferrari 275 GTB, la quale aveva un cambio manuale a cinque rapporti e un motore V12 con un rombo assai più potente di qualsiasi V8, incluso quello della Mercedes usata per la ripresa. La motivazione dietro alla scelta di quest'ultima auto per girare il corto fu la dotazione di sospensioni autolivellanti al retrotreno, meno rigide rispetto alla più potente e sportiva Ferrari, in modo da mantenere la camera più stabile e dunque avere un'inquadratura ad altezza costante.
Lungo il percorso stabilito c'erano soltanto due persone a conoscenza del passaggio di Lelouch. Il primo era Élie Chouraqui, suo primo assistente, appostato con un walkie-talkie in Rue de Rivoli, dietro l'arcata all'uscita dei giardini del Louvre, per assistere il pilota-regista nell'unico incrocio cieco; tuttavia, Lelouch ha rivelato che ci furono problemi di comunicazione e che, se Chouraqui avesse tentato di avvertirlo della presenza di qualche pedone, non avrebbe comunque ricevuto il messaggio. Il semaforo all'incrocio al momento del passaggio fu uno dei rari verdi incontrati durante la corsa. La sola altra persona al corrente del punto di arrivo era la fidanzata di Lelouch del tempo, Gunilla Friden. Il regista le disse che sarebbe arrivato entro 10 minuti al Sacré-Cœur e le chiese di apparire in cima alla scalinata dopo il suo arrivo.

## Percorso

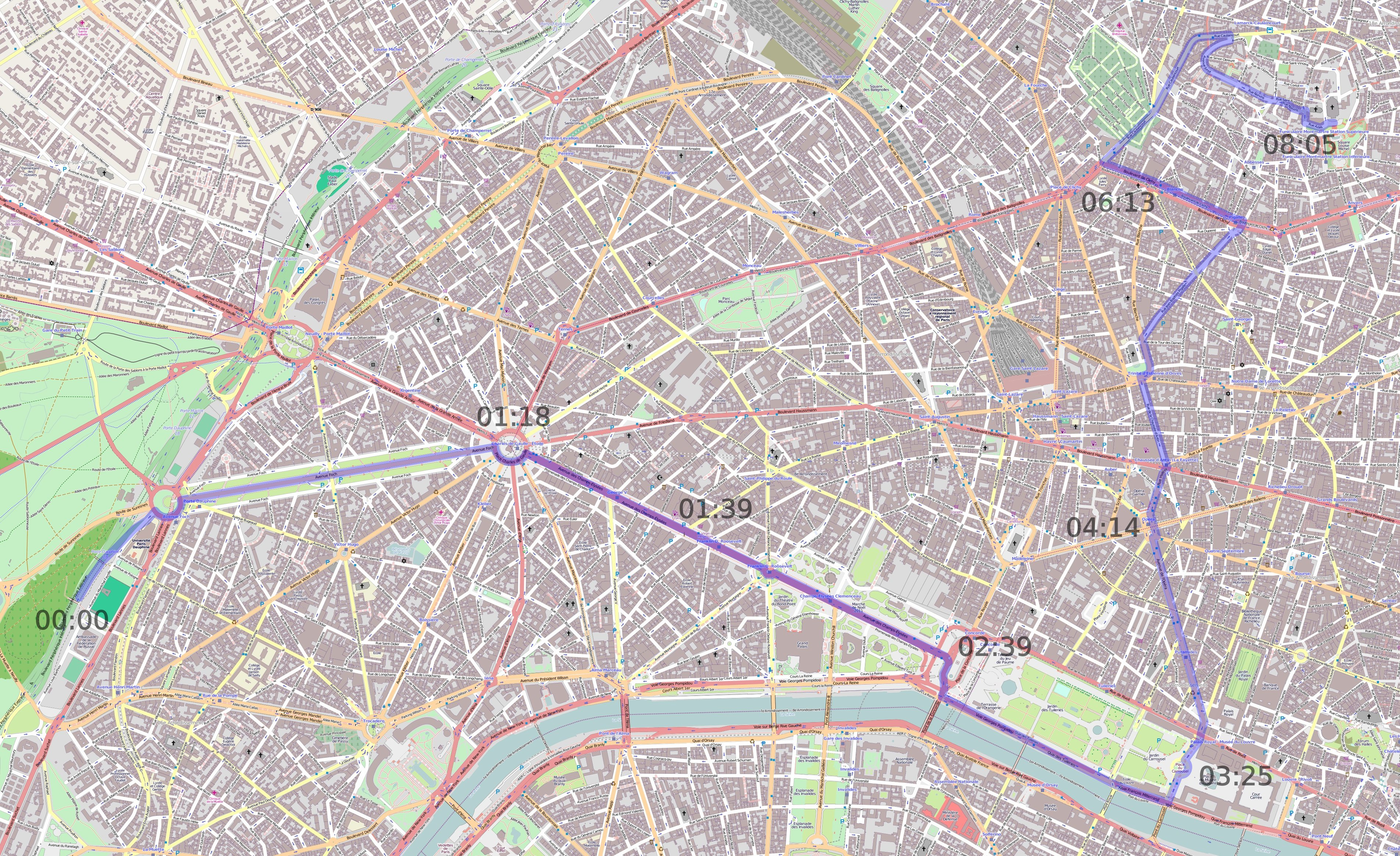
il percorso con i rispettivi tempi

Il percorso della corsa fu il seguente: Bd périphérique (uscita di Porte Dauphine) - Av Foch - Pl Charles-de-Gaulle - Av des Champs-Élysées - Pl de la Concorde - Quai des Tuileries - Pl du Carrousel - R de Rohan - Av de l'Opera - Pl de l'Opéra - Fromental Halévy - R de la Chausée d'Antin - Pl d'Estienne d'Orves - R Blanche - R Pigalle - Pl Pigalle - Bd de Clichy - (mancata svolta in R Lepic) - R Caulaincourt - Av Junot - Pl Marcel Aymé - R Norvins - Pl du Tertre - R Ste-Eleuthère - R Azais - Pl du Parvis du Sacré-Cœur.
Il percorso misura in tutto 10,597 km, il che dimostra una velocità media di percorrenza di circa 80 km/h.

## Reboot
Nel 2020 Lelouch ha girato una sorta di reboot del suo film intitolato Le Grand Rendez-vous, questa volta ambientato a Monte Carlo invece che a Parigi e interpretato dal pilota automobilistico monegasco Charles Leclerc. 
Le riprese della nuova versione sono state girate nel Circuito di Monaco il 24 Maggio 2020 a bordo di una Ferrari SF90 Stradale. Il corto è stato reso disponibile il 13 Giugno 2020.